# Alpujarra de la Sierra
Alpujarra de la Sierra é um município da Espanha na província de Granada, comunidade autónoma da Andaluzia, de área 69 km² com população de 1168 habitantes (2007) e densidade populacional de 16,93 hab./km².

## Demografia
| Variação demográfica do município entre 1991 e 2004 | Variação demográfica do município entre 1991 e 2004 | Variação demográfica do município entre 1991 e 2004 | Variação demográfica do município entre 1991 e 2004 |
| --------------------------------------------------- | --------------------------------------------------- | --------------------------------------------------- | --------------------------------------------------- |
| 1991                                                | 1996                                                | 2001                                                | 2004                                                |
| 1320                                                | 1219                                                | 1153                                                | 1175                                                |